# 크리스 에반스
크리스토퍼 로버트 에반스(영어: Christopher Robert Evans 크리스토퍼 로버트 에번스[*], 1981년 6월 13일 ~ )는 미국의 배우이다. 2005년 《판타스틱 4》의 자니 스톰/ 휴먼 토치 그리고 《퍼스트 어벤져》 (2011), 《어벤져스》 (2012)의 캡틴 아메리카 역으로 잘 알려져있다. 2014년에는 《캡틴 아메리카: 윈터 솔저》가 공개되었다. 크리스는 2000년 텔레비전 시리즈 《아퍼짓섹스》로 데뷔 한 이후 《섹스 아카데미》 (2001), 《피어스 피플》 (2005), 《선샤인》 (2007), 《푸시》 (2009), 《루저스》 (2010), 《스콧 필그림 Vs. 더 월드》 (2010), 《당신은 몇번째인가요?》 (2011)과 같은 작품에 출연했다.

## 어린 시절

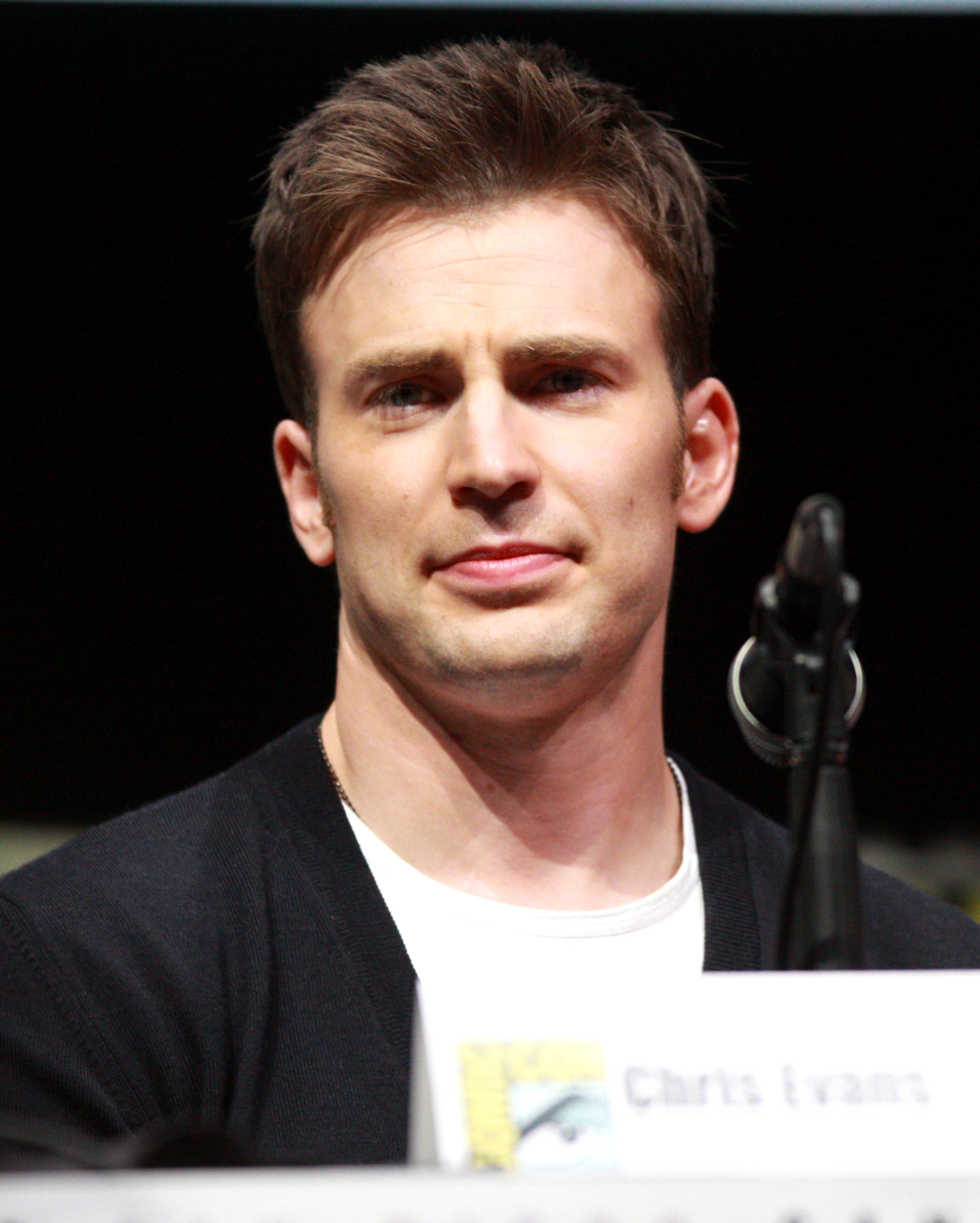
2013년 샌디에이고 국제 코믹 콘에서 크리스 에반스

크리스 에반스는 매사추세츠주에서 태어나 서드베리라는 작은 마을에서 자랐다. 어머니 리사 메리는 Concord Youth Theater라는 극장의 예술 감독이며, 아버지 G. 로버트 "밥" 에반스 3세는 치과 의사이다. 크리스의 누나 칼리는 뉴욕 대학교의 대학원 예술학부 출신으로 고등학교 드라마와 영어 선생님이고, 여동생 샤나가 있다. 남동생 스콧 에번스는 배우이며 ABC의 연속극 《원 라이프 투 리브》에 출연하고있다. 외삼촌 마이크 카푸아노는 매사추세츠 주의 하원의원을 역임했다. 엄마는 이탈리아와 아일랜드 혈통이 반씩 섞인 혼혈인이다.
에반스는 링컨서드베리고등학교을 졸업했다. 그리고 가톨릭을 믿는 집안에 자라면서 영향을 많이 받았다.

## 경력

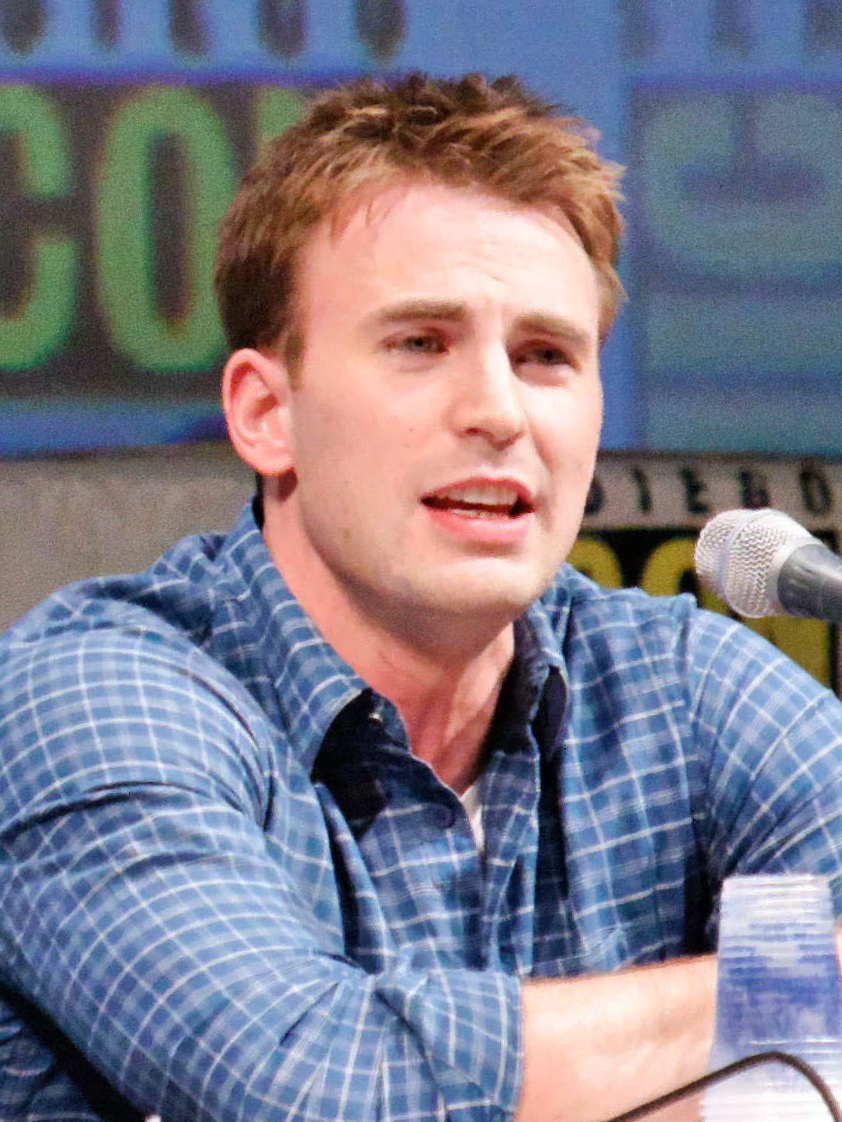
2010년 샌디에이고 국제 코믹 콘에서 크리스 에반스.

《낫 어나더 틴 무비》에 출연한 이후 《퍼펙트 스코어》, 《셀룰러》 등 여러 작품에 주연으로 출연하기 시작했고, 《피어스 피플》의 브라이스 역, 마약중독과 관계에 대한 문제를 다룬 영화 《런던》과 같은 두 편의 시카고 독립 영화에 출연했다. 2005년에는 만화책을 각본으로 한 《판타스틱》에 휴먼 토치로 잘 알려진 슈퍼히어로로 출연했다. 2007년 《판타스틱 4》의 속편 《판타스틱 4: 실버 서퍼의 위협》에서도 휴먼 토치 역으로 출연했다. 같은 해, 대니 보일의 공상과학 영화 《선샤인》에 엔지니어였던 우주비행사 마스 역으로 출연했다.
2008년 에반스는 키아누 리브스와 공동 주연으로 《스트리트 킹》에 출연했고, 테네시 윌리엄스 대본을 각색한 브라이스 댈러스 하워드, 엘런 버스틴과 공동 주연으로 《더 로스 오브 티어드롭 다이아몬드》에 출연했다. 다음 해 다코타 패닝, 카밀라 벨과 함께 공상과학 영화 《푸시》에 출연했다. 에반스는 싸우는 장면을 촬영하던 중 타박상을 당해 몇 주 동안 휴식을 가졌다. 또한 그 해 《포브스》에서 세계 박스오피스 결과를 기반으로 한 "Star Currency" 순위 중 474위에 올랐다.
2010년 텍사스주 휴스턴에서 마크 캐슨과 애덤 캐슨을 공동 감독으로 한 영화 《펑처》 촬영을 완료했다. 이 영화는 2011년 트라이베카 영화제에서 영화제 10주년을 기념해 스포트라이트 프로젝트 중 하나로 선정 돼 처음으로 선보였다. 같은 해 에반스는 DC 코믹스의 《버티고》를 원작으로 한 실베인 화이트의 《더 로저스》에 출연했다. 또 다른 만화책을 원작으로 한 에드거 라이트의 《스콧 필그림 Vs. 더 월드》에 출연했다. 2011년에는 《퍼스트 어벤져》를 시작으로 마블 코믹스 캐릭터 캡틴 아메리카를 맡고있는데, 2012년 《어벤져스》에도 출연했다. 에반스는 앞으로 적어도 두 개의 후속편에 캡틴 아메리카로 출연하기로 계약했다. 캡틴 아메리카의 첫 후속 《캡틴 아메리카: 윈터 솔저》는 2014년 4월 4일 개봉하였다.
2011년에는 애나 패리스와 공동 주연으로 로맨스 코미디 영화 《당신은 몇번째인가요?》에 출연했다. 2013년에는 봉준호의 영화 《설국열차》에 커티스 역으로 출연했다.
이후 《캡틴 아메리카: 윈터 솔저》가 개봉되었으며, 《1:30 열차》를 통해 감독 데뷔를 했다. 또한 《어벤저스》의 후속 《어벤져스: 에이지 오브 울트론》을 찍고 2014년 3월 에반스는 마블과의 계약이 모두 끝나면 연기 활동을 중단하고 당분간 감독으로 활동할 것을 선언했다.
2018년에는 《어벤져스: 인피니티 워》를
찍고, 2019년에는 《어벤져스: 엔드게임》
촬영을 마치고 현재 마블 스튜디오에서 나와 다른 영화사에서 활동중이다.

## 사생활
크리스 에반스는 2004년부터 2006년까지 제시카 비엘과 사귀었었고, 2007년 잠시 동안 밍카 켈리와 만났다. 그리고 2012년 9월부터 밍카 켈리와 사귀었으나 2013년에 헤어졌다.
그의 동생인 스콧 에반스는 커밍아웃한 동성애자이고, 그 때문인지 LGBT의 권리를 지지하는 사람이기도 하다. 그리고 에반스는 불교를 실천하고있다고 밝혔다.

## 논란
- 인스타 논란

크리스 에반스 개인 인스타그램에서 가족과 게임을 하는 사진을 올리다 자신의 성기가 찍힌 사진을 찍어 올렸다.곧바로 삭제 했지만 이미 많은 팬들이 봤고 일부러 인지는 모르지만 많이 이목이 집중되고 있다.

## 출연 작품

### 영화
| 연도   | 영화                             | 배역                          | 비고                             |  |
| ------ | -------------------------------- | ----------------------------- | -------------------------------- |  |
| 2000년 | 풋내기                           | 주드                          |                                  |  |
| 2001년 | 섹스 아카데미                    | 제이크 와일러                 |                                  |  |
| 2003년 | 페이퍼 보이                      | 벤 토머스                     |                                  |  |
| 2004년 | 퍼펙트 스코어                    | 카일                          |                                  |  |
| 2004년 | 셀룰러                           | 라이언                        |                                  |  |
| 2005년 | 피어스 피플                      | 브라이스 랭글리               |                                  |  |
| 2005년 | 판타스틱 4                       | 조니 스톰 / 휴먼 토치         |                                  |  |
| 2005년 | 런던                             | 시드                          |                                  |  |
| 2007년 | 닌자 거북이 TMNT                 | 캐시 존스 (목소리)            |                                  |  |
| 2007년 | 선샤인                           | 메이스                        |                                  |  |
| 2007년 | 판타스틱 4: 실버 서퍼의 위협     | 조니 스톰 / 휴먼 토치         |                                  |  |
| 2007년 | 내니 다이어리                    | 하버드 호티                   |                                  |  |
| 2007년 | 테라 3D: 인류 최후의 전쟁        | 스튜어트 스탠턴 (목소리)      |                                  |  |
| 2008   | 스트리트 킹                      | 폴 디스컨트 형사              |                                  |  |
| 2009년 | 푸쉬                             | 닉 갠트                       |                                  |  |
| 2009년 | 더 로스 오브 티어드롭 다이아몬드 | 지미 도바인                   |                                  |  |
| 2010년 | 루저스                           | 제이크 젠센                   |                                  |  |
| 2010년 | 스콧 필그림 Vs. 더 월드          | 루카스 리                     |                                  |  |
| 2011년 | 펑처                             | 마이크 바이스                 |                                  |  |
| 2011년 | 퍼스트 어벤져                    | 스티브 로저스 / 캡틴 아메리카 |                                  |  |
| 2011년 | 왓츠 유어 넘버?                  | 콜린 셔                       |                                  |  |
| 2012년 | 어벤저스                         | 스티브 로저스 / 캡틴 아메리카 | 제22회 MTV영화제 (최고의 싸움상) |  |
| 2013년 | 아이스맨                         | 로버트 프론지                 |                                  |  |
| 2013년 | 설국열차                         | 커티스                        |                                  |  |
| 2013년 | 토르: 다크 월드                  | 스티브 로저스 / 캡틴 아메리카 | 카메오                           |  |
| 2014년 | 캡틴 아메리카: 윈터 솔저         | 스티브 로저스 / 캡틴 아메리카 |                                  |  |
| 2014년 | 어 매니 스플린터드 씽            | 내레이터                      |                                  |  |
| 2014년 | 타임 투 러브                     | Me                            |                                  |  |
| 2014년 | 비포 위 고                       | 피터 쿠퍼                     | 감독                             |  |
| 2015년 | 어벤져스: 에이지 오브 울트론     | 스티브 로저스 / 캡틴 아메리카 | 천만영화                         |  |
| 2016년 | 캡틴 아메리카: 시빌 워           | 스티브 로저스 / 캡틴 아메리카 |                                  |  |
| 2017년 | 어메이징 메리                    | 프랭크 애들러                 |                                  |  |
| 2017년 | 스파이더맨: 홈커밍               | 스티브 로저스 / 캡틴 아메리카 | 카메오                           |  |
| 2018년 | 어벤져스: 인피니티 워            | 스티브 로저스 / 캡틴 아메리카 | 천만영화                         |  |
| 2018년 | 더 레드 씨 다이빙 리조트         |                               |                                  |  |
| 2019년 | 어벤져스: 엔드게임               | 스티브 로저스 / 캡틴 아메리카 | 천만영화                         |  |
| 2019년 | 나이브스 아웃                    | 랜섬 톰레이                   |                                  |  |
| 2021년 | 프리 가이                        | 본인                          | 카메오                           |  |
| 2021년 | 돈 룩 업                         | 로버트 앤더슨                 | 카메오                           |  |
| 2022년 | 버즈 라이트이어                  | 버즈 라이트이어 (목소리)      |                                  |  |
| 2022년 | 그레이 맨                        | 로이드 핸슨                   |                                  |  |
| 2023년 | 고스팅                           | 콜 리건                       |                                  |  |
| 2023년 | 페인 허슬러                      |                               |                                  |  |
| 2024년 | 데드풀과 울버린                  | 조나단 스톰 / 휴먼 토치       |                                  |  |
| 2024년 | 레드 원                          | 잭                            |                                  |  |
| 2025년 | 머티리얼리스트                   | 존                            |                                  |  |
| 2025년 | 허니 돈트!                       | 프리스트 딘                   |                                  |  |
| 2025년 | 새크리파이스                     | 마이크 타일러                 |                                  |  |

### 텔레비전
| 연도 | 제목                     | 배역                                            | 비고                  |
| ---- | ------------------------ | ----------------------------------------------- | --------------------- |
| 2000 | 이성                     | 캐리 배스톤                                     | 주연                  |
| 2000 | 도망자                   | 잭 랜더                                         | "Guilt" 편            |
| 2001 | 보스턴 퍼블릭            | 네일 마브로메이츠                               | "Chapter Nine" 편     |
| 2002 | 이스트윅                 | 애덤                                            | TV 영화               |
| 2003 | 스킨                     | 브라이언                                        | "Pilot" 편            |
| 2008 | 로봇 치킨                | 고보 프래글 / 휴먼 토치 / 선생님 / 기관사(성우) | "Monstourage" 편      |
| 2020 | 제이컵을 위하여          | 앤드루 "앤디" 스티븐 바버                       | 8회분; 총괄 제작 겸임 |
| 2023 | 스콧 필그림, 날아오르다! | 루카스 리                                       | 목소리                |